# Conteville-lès-Boulogne
Conteville-lès-Boulogne là một xã của tỉnh Pas-de-Calais, thuộc vùng Hauts-de-France, miền bắc nước Pháp.

## Dân số
| 1962                                                           | 1968 | 1975 | 1982 | 1990 | 1999 |
| -------------------------------------------------------------- | ---- | ---- | ---- | ---- | ---- |
| 206                                                            | 223  | 206  | 257  | 437  | 441  |
| Census count starting from 1962: Population without duplicates |      |      |      |      |      |